# Nationalstraße 107 (China)
Die chinesische Nationalstraße 107 (chinesisch 107国道, Pinyin 107 Guódào, englisch China National Highway 107), chin. Abk. G107, ist eine 2.698 km lange Fernstraße auf dem Gebiet der regierungsmittelbaren Stadt Peking sowie in den Provinzen Hebei, Henan, Hubei, Hunan und Guangdong. Sie führt von der Hauptstadt Peking (Beijing) über Zhuozhou, Dingxing, Baoding, Xinle, Gaoyi, Zhengzhou, Linying, Xiping, Suiping in die Metropole Wuhan. Von dort führt sie über Linxiang, Changsha, Hengyang, Yizhang, Qingxin, Guangzhou (Kanton), Dongguan, Nanshan in die südchinesische Millionenstadt Shenzhen. Die G107 verläuft parallel zur G105 und G106.